# Mozartkugeln

Comparativa de Mozartkugeln de diferents marques

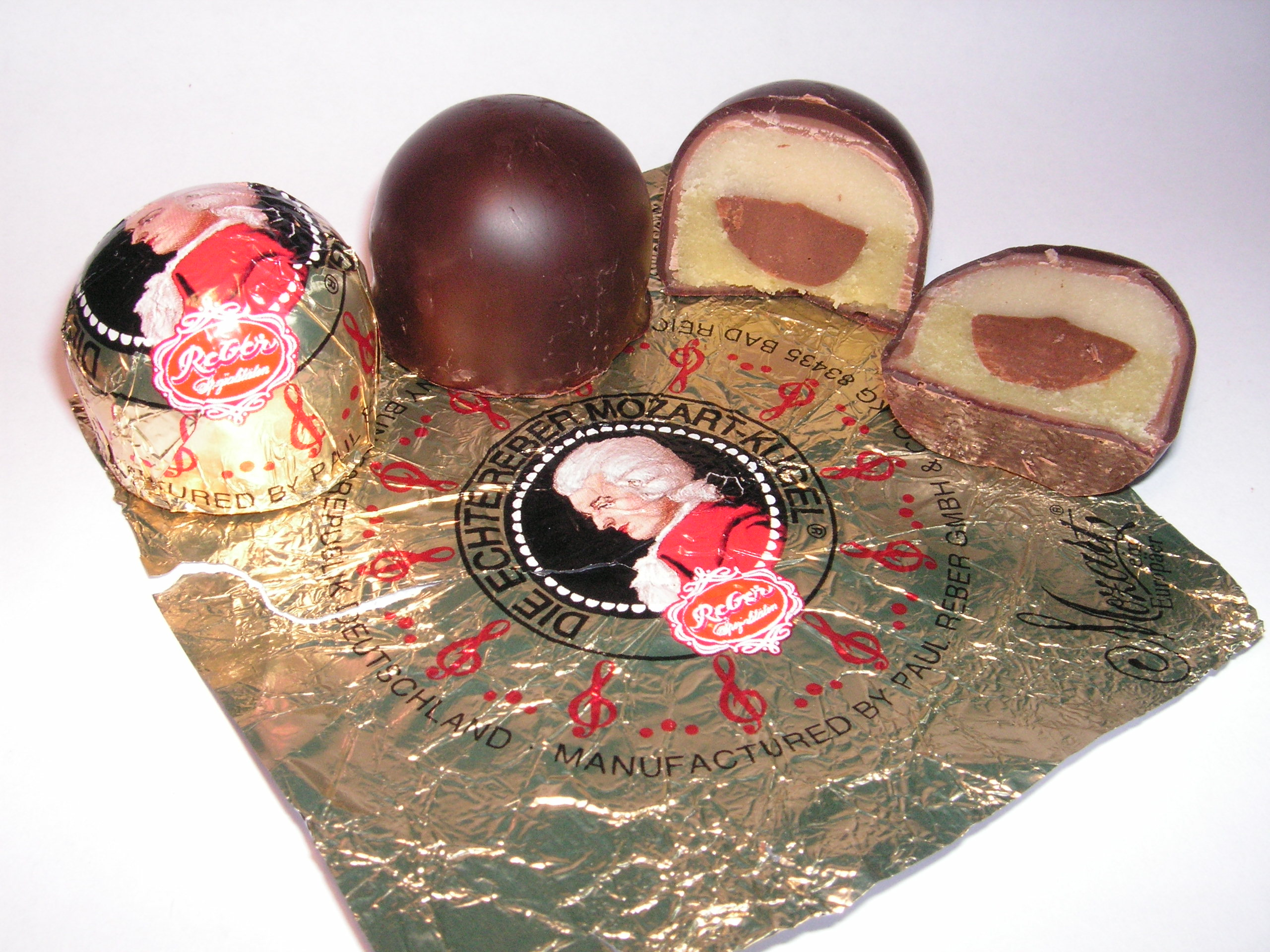
Mozartkugeln

Les Mozartkugeln (en singular Mozartkugel, en català "bola de Mozart") són un dolç tradicional de la gastronomia d'Àustria originari de la ciutat de Salzburg. Van ser creades pel pastisser Paul Fürst el 1890 i el seu nom és un homenatge al compositor Wolfgang Amadeus Mozart. La confiteria Fürst segueix elaborant-les de forma artesanal i d'acord amb la recepta original. Com aquesta confiteria no posseeix els drets legals sobre la denominació " Mozartkugeln", hi ha nombroses imitacions del producte, generalment fabricades seguint mètodes industrials.

## Origen
El mestre pastisser Paul Fürst va arribar a Salzburg el 1884 i va obrir el seu propi establiment al número 13 del carrer Brodgasse. Va produir el seu primer Mozartbonbon el 1890, per posteriorment comercialitzar-lo en grans quantitats, ja com Mozartkugeln. El mèrit de Fürst va consistir a fabricar un bombó de forma gairebé perfectament esfèrica. El procés de producció emprat en la confiteria Fürst no ha sofert canvis fins al dia d'avui. Fürst va presentar les seves Mozartkugeln en una fira a París el 1905, obtenint el màxim guardó.

## Recepta
Cada Mozartkugel està formada per una boleta de massapà de pistatxo recobert de nougat. Durant la seva fabricació, aquesta bola s'enfila en un palet de fusta i se submergeix en un bany de xocolata negra. El següent pas és posar el palet de manera vertical amb la Mozartkugel a la part alta per permetre que aquesta s'assequi i s'endureixi. Finalment es retira el pal i es cobreix amb xocolata el forat deixat per aquest. La bola, llesta per a ser consumida, s'embolica en paper d'alumini. Aproximadament 1,4 milions de Mozartkugeln a l'any es fabriquen seguint aquesta tècnica.

## Cinema
- 2006: Mozartkugeln – Dirigida per: Larry Weinstein (página en imdb.com, Pàgina oficial Arxivat 2006-11-04 a Wayback Machine.)